# Christian Gottfried Ehrenberg
Pour les articles homonymes, voir Ehrenberg.
Christian Gottfried Ehrenberg (19 avril 1795 – 27 juin 1876) est un naturaliste et zoologiste prussien, spécialiste en anatomie comparée et en microscopie.

## Biographie
Fils d'un juge, Ehrenberg naît à Delitzsch, près de Leipzig. Il étudie d'abord la théologie puis la médecine et les sciences naturelles à Berlin où il devient un ami du fameux explorateur Alexander von Humboldt à Berlin et de Wilhelm Hemprich. En 1818, il complète sa dissertation doctorale sur un champignon, Sylvae mycologicae Berolinenses. De 1820 à 1825, pendant une expédition scientifique au Moyen-Orient, avec Hemprich, il collecte des centaines de spécimens de plantes et d'animaux. Il visite certaines régions de l'Égypte, le désert de Libye, la vallée du Nil et la côte nord de la mer Rouge où il étudie plus spécialement les coraux. Il poursuit ces voyages par la Syrie, l'Arabie et l'Abyssinie. Certains résultats de ces voyages et d'importantes compilations d'échantillons sont rapportés par Humboldt en 1826. À son retour, Ehrenberg publie plusieurs articles sur les insectes et les coraux ainsi que deux volumes Symbolae physicae (1828-1834), avec son défunt ami Hemprich, où certaines particularités de mammifères et d'oiseaux sont reportées. D'autres communications sont adressées aux sociétés savantes. Parmi les espèces collectées, ils tuèrent deux oiseaux d’une espèce inconnue qu’ils appelèrent Ibis comatus (« ibis poilu »). En mémoire de son ami défunt, Ehrenberg décida de remplacer ce nom par Ibis hemprichi en 1832. Cependant, la description s’avéra invalide, nomem nudus.
En 1829, il accompagne Humboldt de la Russie de l'Est à la frontière chinoise. Revenu en Allemagne, il se concentre sur l'étude des organismes microscopiques qui, jusqu'à présent, n'avaient jamais été étudiés systématiquement.
Ehrenberg forge en 1838 le mot bactérie, en latin scientifique bacterium.
Pendant près de 30 ans, Ehrenberg examine des échantillons d'eau, de sol, de sédiments et de roches, ce qui lui permet de décrire plusieurs centaines de nouvelles espèces, entre autres des flagellés tels que les Euglena, des ciliés : Paramecium aurelia et Paramecium caudatum et un grand nombre de minuscules fossiles, qu'il décrit dans près de 400 publications. Il est particulièrement intéressé par un groupe des protistes : les diatomées, mais il a aussi étudié et nommé beaucoup d'espèces de radiolaires. Ces recherches ont eu de l'importance sur certains matériaux utilisés entre autres dans la fabrication de la poudre à polir. En outre, elles ont amélioré nos connaissances de certaines formations géologiques, en particulier la craie, et de la profondeur des mers et des plans d'eau douce à cette époque. Avant que Ehrenberg ne fasse ses études on ne sait pas que des masses considérables de roches sont composées d'espèces minuscules d'animaux ou de plantes. Il a aussi démontré que la phosphorescence des mers est due à des organismes vivants. Il continue presque jusqu'à la fin de sa vie d'étudier les organismes microscopiques des profondeurs marines et de certaines formations géologiques. Il meurt à Berlin le 27 juin 1876.
Ehrenberg est nommé professeur de médecine à l'université de Berlin en 1827. Il est élu membre étranger de la Royal Society de Londres en 1837. En 1839, la Geological Society of London lui décerne sa plus haute récompense, la médaille Wollaston. Il est aussi le premier titulaire de la médaille Leeuwenhoek en 1877. Après sa mort, ses collections sont déposées au musée d'histoire naturelle de Berlin, qui à l'époque appartenait à l'université Frédéric-Guillaume (de nos jours appelée université Humboldt de Berlin). La collection Ehrenberg se compose de 40 000 préparations microscopiques, 5 000 échantillons bruts, 3 000 dessins au crayon et à l'encre et une correspondance de près de 1 000 lettres.

## Publications
- Die Infusionsthierchen als vollkommene Organismen, Leipzig, 1838 (2 vol.)
- Mikrogeologie, Leipzig, 1854 (2 vol.)
- Fortsetzung der mikrogeologischen Studien, dans Abhandlungen der königlichen Akademie der Wissenschaften, Berlin, 1875